# Phylloscirpus deserticola
Phylloscirpus deserticola là loài thực vật có hoa trong họ Cói. Loài này được (Phil.) Dhooge & Goetgh. mô tả khoa học đầu tiên năm 2004.